# Диоп, Давид (писатель)
Давид Диоп (р. 24 февраля 1966 года) — французский писатель и учёный, специалист по литературе XVIII века. Он был удостоен Гонкуровской премии лицеистов в 2018 году и Международной Букеровской премии в 2021 году за свой роман «Ночью вся кровь — чёрная».

## Биография
Давид Диоп родился в Париже в 1966 году в семье француженки и сенегальца. Он переехал в Дакар в возрасте пяти лет и провел большую часть своего детства в Сенегале, прежде чем вернуться учиться во Францию в 18-летнем возрасте, после окончания средней школы. Диоп получил докторскую степень в университете Сорбонны за исследования французской литературы XVIII века. С 1998 года преподавал в Университете По и региона Адур. В октябре 2021 года Давид Диоп опубликовал La Porte du voyage sans retour, éditions du Seuil, 2021.